# Kanatlarci
Kanatlarci (makedonska: Канатларци) är en ort i Nordmakedonien. Den ligger i kommunen Prilep, i den södra delen av landet, 90 kilometer söder om huvudstaden Skopje. Kanatlarci ligger 619 meter över havet och antalet invånare är 1 041.